# 橘二葉
橘 二葉（たちばな ふたば、1999年3月5日 - ）は、日本の歌手、女優。女性アイドルグループ「東京パフォーマンスドール」の元メンバー。「×純文学少女歌劇団」のメンバー「赤家野アン」としても活動している。
和歌山県出身。キューブ所属。

## 略歴・人物
2013年、約17年ぶりに再始動する新生東京パフォーマンスドールのメンバーの1人に全国8,800人の応募者の中から選出され、同年6月にステージデビュー。
2017年12月6日に配信リリースされた『現状打破でLove you』の振り付けを担当。2021年7月には、音楽劇『イキヌクキセキ〜十年目の願い』に出演した。
2022年8月より「×純文学少女歌劇団」のメンバー「赤家野アン」としても活動を始めた。
2023年2月、『舞台 刀剣乱舞 禺伝 矛盾源氏物語』に出演。
趣味はダンス動画を見ること、洋画鑑賞。
特技はダンス（パンキング、ロック）。

## 出演

### 舞台
- REizeNT〜霊前って...〜（2019年5月24日 - 6月2日、中目黒キンケロ・シアター）[8]
- πTOKYOプロデュース公演朗読劇3部作、1部『コインランドリーカタルシス』（2021年4月7日 - 11日）3部『でかける時はいつも』（4月28日 - 5月2日）
- 音楽劇『イキヌクキセキ〜十年目の願い』（2021年7月2日 - 11日、KAAT神奈川芸術劇場 / 16日 - 18日、COOL JAPAN PARK OSAKA） - 大城ユキ 役[5][9]
- πTOKYO朗読劇『でかける時はいつも』（2021年11月13日 - 21日）
- メイホリック『マジでトキメけ⭐︎少女たち!! 〜全国高校生エネルギッシュ選手権大会〜』（2022年2月16日 - 20日） - 伊予柑 役[10]
- 浪花節シェイクスピア『富美男と夕莉子』（2022年5月4日 - 5月17日、紀伊國屋ホール / 29日 - 30日、梅田芸術劇場シアター・ドラマシティ） - 小豆沢里子 役[11]
- GOHCAGO〜御加護〜（2022年7月2日 - 3日、近鉄アート館 / 8日 - 18日、中目黒キンケロ・シアター）
- 朗読劇『箱庭同窓会』（2022年10月7日 - 10日、アトリエファンファーレ高円寺） - 小森なな 役
- 舞台『刀剣乱舞』禺伝 矛盾源氏物語（2023年2月4日 - 12日、TOKYO DOME CITY HALL / 16日 - 19日、オリックス劇場） - 葵上 役[7][12]
- 特殊ミステリー歌劇『心霊探偵八雲』-呪いの解法-（2024年2月21日 - 3月3日、品川プリンスホテル クラブeX） - 塩谷冨美香 役[13]
- 舞台『青空メロディーズ〜3rd melody〜』（2025年1月16日 - 1月19日、CBGKシブゲキ!!）- 九条伊織 役
- 舞台『ツミビト〜7つと1つの大罪〜』（2025年4月23日 - 27日、CBGKシブゲキ!!）[14]

#### ×純文学少女歌劇団
- File No.0000『フェアリーテイルは盗まれた』（2022年9月5日 - 11日、東京・池袋 Theater Mixa）[15]
- File No.0001『マエストロには背を向けよ』（2023年5月3日 - 5月7日、Theater Mixa）[16]

### イベント
- gravity live vol.8 「Alpha +」〜女祭り2018（2018年3月24日 CBGKシブゲキ!!） - 東京パフォーマンスドールの振付、ステージング演出を手掛ける林希の主催ダンスイベントにゲスト出演[17]。
- 「REizeNT〜霊前って…〜」上映会&トークショー（2019年12月1日、MK CAFE）[18]

### テレビ
- 全力坂（テレビ朝日、2019年12月18日[19]、2020年1月17日[20]）

### ラジオ
- ラジオiNEWS（2019年9月5日、ラジオNIKKEI第1）[注釈 1]

### 雑誌
- B.L.T.（東京ニュース通信社）
  - 2014年10月号（2014年8月23日発売）[21]
- Top Yell（竹書房）
  - 2017年1月号（2016年12月6日発売）[注釈 2][22]
- Top Yell NEO（竹書房）
  - 2018 SUMMER（2018年6月30日発売）[23]

### ネット配信
- 28日は二葉の日!! - 毎月28日にInstagram LIVE配信[24]
- MKTV『 junkieの、やつ。』（2019年11月5日、Facebookライブ）[25]